# 17-я оперативная эскадра Тихоокеанского флота
17-я оперативная эскадра Тихоокеанского флота (17-я ОпЭск) — оперативное объединение (оперативная эскадра) кораблей Военно-Морского Флота СССР, предназначавшееся для решения боевых задач на Тихоокеанском театре военных действий. Создана приказом главнокомандующего ВМФ в 1982 году, с базированием в порту Камрань Социалистической Республики Вьетнам и частично в порту Реам Народной Республики Кампучия.

## Задачи оперативного объединения
Эскадра была предназначена для несения боевой службы её силами в операционной зоне — акватория Южно-Китайского моря, ограниченная береговой чертой, меридианом 120° восточной долготы и параллелью 2° северной широты, а также в Тихом и Индийском океанах.

## Состав оперативной эскадры
Планируемый состав эскадры:
- 38-я дивизия подводных лодок;
- 119-я бригада надводных кораблей;
- 255-й дивизион судов обеспечения;
- 300-й дивизион кораблей охраны водного района;
- 501-й отряд борьбы с подводно-диверсионными силами и средствами (ПДСС);
- 5-й зональный узел связи «Клубочек» (ЗУС-5);
- 922-й пункт материально-технического обеспечения (ПМТО);
- служба радиационной безопасности (СРБ);
- военно-строительный отряд (ВСО);
- управление манёвренного тыла

Состав эскадры после её формирования до 1 ноября 1991 года:
- Штаб и политический отдел эскадры;
- электромеханическая служба эскадры;
- 38-я дивизия подводных лодок;
- бригада надводных кораблей;
- дивизион судов обеспечения (днсо);
- дивизион кораблей охраны водного района (днк ОВР);
- отряд противодиверсионных сил и средств (ПДСС);
- служба радиационной безопасности (СРБ);
- узел связи;
- судоремонтная группа в Башоне (порт Хошимин);
- военно-строительный отряд (ВСО, до конца 1988 г.);
- боевая десантная группа (БДГ, до начала 1989 г.);
- отдельный батальон охраны (со второй половины 1988 г. из состава 55-й дивизии морской пехоты ТОФ);
- судоремонтный комплекс (плавдок вьетнамский, плавмастерская, плавбаза подводных лодок);
- военный оркестр;
- военная комендатура;
- гарнизонная гауптвахта.

Особый отдел Комитета государственной безопасности при Совете министров СССР по 17-й опэск, военная прокуратура и военный трибунал были подчинены командиру эскадры в гарнизонном порядке.

## Командиры эскадры
- 1982—1984 гг. — контр-адмирал Рональд Александрович Анохин,
- 1984—1987 гг. — вице-адмирал Анатолий Алексеевич Кузьмин,
- 1987—1991 гг. — вице-адмирал Николай Никитович Береговой.